# Canoagem nos Jogos Pan-Americanos de 2015 - K-4 1000 m masculino
A competição do K-4 1000 metros masculino foi um dos eventos da canoagem nos Jogos Pan-Americanos de 2015. Foi disputada na Welland Pan Am Flatwater Centre, em Welland, no dia 12 de julho.

## Calendário
Horário local (UTC-4).
| Data        | Horário | Fase  |
| ----------- | ------- | ----- |
| 12 de julho | 9:00    | Final |

## Medalhistas
|  | CUB Cuba                                              |  | BRA Brasil                                                                                  |  | ARG Argentina                                                       |
|  | Jorge Garcia Renier Mora Reinier Torres Alex Menendez |  | Roberto Maehler Vagner Junior Souta Celso Dias De Oliveira Junior Gilvan Bitencourt Ribeiro |  | Daniel dal Bo Juan Ignacio Caceres Pablo de Torres Gonzalo Carreras |

## Resultados

### Final
| Pos.              | Canoísta                                                                                    | Nacionalidade | Tempo    | Notas |
| ----------------- | ------------------------------------------------------------------------------------------- | ------------- | -------- | ----- |
| Medalha de ouro   | Jorge Garcia Renier Mora Reinier Torres Alex Menendez                                       | CUB Cuba      | 3:01.744 |       |
| Medalha de prata  | Roberto Maehler Vagner Junior Souta Celso Dias De Oliveira Junior Gilvan Bitencourt Ribeiro | BRA Brasil    | 3:01.869 |       |
| Medalha de bronze | Daniel dal Bo Juan Ignacio Caceres Pablo de Torres Gonzalo Carreras                         | ARG Argentina | 3:02.079 |       |
| 4                 | Brady Reardon Andrew Jessop Pierre-Luc Poulin Phil Duchesneau                               | CAN Canadá    | 3:03.482 |       |
| 5                 | Javier Lopez Jordan Salazar Jesus Valdez Osbaldo Fuentes                                    | MEX México    | 3:05.046 |       |
| 6                 | Julian Cabrera Matias Otero Sebastian Delgado Sebastian Romero                              | URU Uruguai   | 3:11.176 |       |
| 7                 | Ray Acuna Sanchez Cristian Canache Cabeza Juan Montoya Flores Jesus Colmeneras Lizardo      | VEN Venezuela | 3:13.484 |       |
| 8                 | Jean Neira Rene Susperreguy Manuel Chacano Fernando Nicolas                                 | CHI Chile     | 3:17.865 |       |